# Ron Rivest

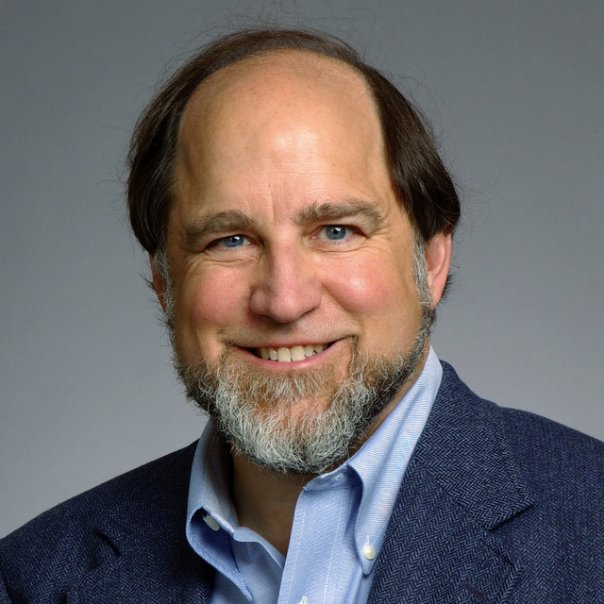
Ronald L. Rivest (2015)

Ronald Linn Rivest (ur. 6 maja 1947 w Schenectady) – amerykański informatyk, kryptograf.
Za swój wkład w rozwój kryptografii asymetrycznej otrzymał w 2002 roku nagrodę Turinga. Pracuje na stanowisku profesora informatyki uniwersytetu MIT.